# ليونارد بيترسون
ليونارد بيترسون (بالسويدية: Leonard Peterson)‏ هو لاعب جمباز فني سويدي، ولد في 30 أكتوبر 1885 في ستوكهولم في السويد، وتوفي بنفس المكان في 15 أبريل 1956.

## وصلات خارجية
- ليونارد بيترسون على موقع أوليمبيديا (الإنجليزية)
- ليونارد بيترسون على موقع اللجنة الأولمبية السويدية (السويدية)